# Webflow
Webflow est un outil de glisser-déposer professionnel intégré pour la conception de sites web dans le respect des meilleures pratiques comme des sites web adaptatifs. Le service permet aux entreprises et aux professionnels indépendants de concevoir et publier des sites web sans programmer. Des fonctionnalités telles que les greffons de réseaux sociaux, les formulaires de contact, ou les interactions animées peuvent être créés grâce à l'application web.
Contrairement à la plupart des constructeurs de site web, qui visent à permettre à des personnes non-techniciennes de publier des sites web aussi facilement que possible, Webflow s'adresse aux designers professionnels et aspirants désireux de réduire le coût et le temps associés au développement et à l'assistance technique.

## Aperçu
Webflow est un logiciel en tant que service (SAAS en anglais) basé sur l'infonuagique, qui permet aux concepteurs de construire des sites web adaptifs prêts pour la production, sans aucune connaissance de codage requis. Il permet aux concepteurs d'accomplir la plupart des aspects de la programmation web et de la distribution d'un site web par l'intermédiaire d'un éditeur visuel offrant une précision au pixel près. Des modèles de design sont disponibles pour aider à la création d'un site web.
Webflow génère automatiquement des sites conformes aux exigences du W3C et à ses standards HTML, CSS et JavaScript,. Basé sur Bootstrap de Twitter, un cadre de développement web, le code Webflow est compatible avec de multiples appareils et navigateurs mobiles.
Webflow offre aux concepteurs la possibilité soit de publier et d' héberger leurs sites web sur la propre plateforme de Webflow. Ou bien d'exporter leur travail de conception pour un hébergement extérieur à celle-ci. En outre, Webflow maintient un « marché de templates » pour que ses utilisateurs puissent acheter et vendre des sites web créés avec Webflow. Il convient donc tout autant à des particuliers qui souhaitent créer des sites web en autonomie, qu’à des agences web produisant des sites pour le compte de clients.

## Compagnie
Webflow a été fondée en 2013 par Vlad Magdalin (créateur de Intuit Brainstorm), Sergie Magdalin, et Bryant Chou (ancien CTO de Vungle),. La société est accélérée par Y Combinator en 2013. Webflow a obtenu un financement en capital-risque de Khosla Ventures, Y Combinator, Tim Draper, et d'autres investisseurs dans les sociétés de technologie comme Pierre-Édouard Stérin.
Il y a plus de 200 000 clients de la plate-forme (et plus de 2 000 000 d'utilisateurs de sa version gratuite), y compris des entreprises telles que Groupon, Hewlett-Packard, IBM, MasterCard, Pinterest, MTV, et Hitachi,,.
Ses concurrents dans l'industrie de construction de site Web incluent Squarespace, Weebly, Wix.com, Workweek et Webydo.

## Webflow Experts - Professional Partners
Webflow a fait une liste de ses partenaires professionnels (indépendants, agences numériques, consultants) qui fournissent des services aux PME ou a des clients du mid-market (B to B). Webflow possède une page spécialisée qui recense toutes les experts Webflow.